# Municipio de Pesotum
El municipio de Pesotum (en inglés: Pesotum Township) es un municipio ubicado en el condado de Champaign en el estado estadounidense de Illinois. En el año 2010 tenía una población de 845 habitantes y una densidad poblacional de 9,29 personas por km².

## Geografía
El municipio de Pesotum se encuentra ubicado en las coordenadas 39°55′9″N 88°17′5″O / 39.91917, -88.28472. Según la Oficina del Censo de los Estados Unidos, el municipio tiene una superficie total de 90.94 km², de la cual 90,84 km² corresponden a tierra firme y (0,11 %) 0,1 km² es agua.

## Demografía
Según el censo de 2010, había 845 personas residiendo en el municipio de Pesotum. La densidad de población era de 9,29 hab./km². De los 845 habitantes, el municipio de Pesotum estaba compuesto por el 96,33 % blancos, el 0,59 % eran afroamericanos, el 0,59 % eran amerindios, el 1,07 % eran asiáticos, el 0,24 % eran isleños del Pacífico y el 1,18 % eran de una mezcla de razas. Del total de la población el 1,54 % eran hispanos o latinos de cualquier raza.